# Cúp bóng đá Nam Mỹ 2019 (vòng đấu loại trực tiếp)
Vòng đấu loại trực tiếp của Cúp bóng đá Nam Mỹ 2019 sẽ bắt đầu vào ngày 27 tháng 6 năm 2019 với trận tứ kết và kết thúc vào ngày 7 tháng 7 năm 2019 với trận chung kết tại sân vận động Maracanã ở Rio de Janeiro.
Tất cả thời gian trận đấu được liệt kê theo giờ địa phương, BRT (UTC−3).

## Thể thức
Trong vòng đấu loại trực tiếp, nếu một trận đấu bị trận hòa sau 90 phút:
- Trong tứ kết, hiệp phụ không được thi đấu, và trận đấu được quyết định bằng loạt sút luân lưu.
- Trong bán kết, vòng play-off tranh hạng ba và trận chung kết, hiệp phụ sẽ được thi đấu (hai chu kỳ của mỗi hiệp 15 phút), nơi mỗi đội tuyển được cho phép làm cầu thủ dự bị thứ tư. Nếu vẫn còn bị trận hòa sau hiệp phụ, trận đấu sẽ được quyết định bằng loạt sút luân lưu.

CONMEBOL đặt ra các trận đấu sau đây cho vòng tứ kết:
- Trận 1: Nhất bảng A v ba bảng B/C
- Trận 2: Nhì bảng A v nhì bảng B
- Trận 3: Nhất bảng B v nhì bảng C
- Trận 4: Nhất bảng C v ba bảng A/B

### Kết hợp của các trận đấu trong tứ kết
Các trận đấu cụ thể liên quan với các đội xếp thứ ba phụ thuộc vào hai đội xếp thứ ba được vượt qua vòng bảng cho vòng tứ kết:
| Các đội xếp thứ ba đủ điều kiện từ các bảng | Các đội xếp thứ ba đủ điều kiện từ các bảng | Các đội xếp thứ ba đủ điều kiện từ các bảng |    | 1A vs | 1C vs |
| ------------------------------------------- | ------------------------------------------- | ------------------------------------------- | -- | ----- | ----- |
| A                                           | B                                           |                                             | 3B | 3A    |       |
| A                                           |                                             | C                                           | 3C | 3A    |       |
|                                             | B                                           | C                                           | 3C | 3B    |       |

## Các đội tuyển vượt qua vòng bảng
Hai đội tuyển quốc gia đứng đầu từ mỗi bảng của ba bảng, cùng với hai đội xếp thứ ba tốt nhất, sẽ vượt qua vòng bảng cho vòng đấu loại trực tiếp.
| Bảng | Đội tuyển xếp thứ nhất | Đội tuyển xếp thứ nhì | Đội tuyển xếp thứ ba (Hai đội tốt nhất vượt qua vòng bảng) |
| ---- | ---------------------- | --------------------- | ---------------------------------------------------------- |
| A    | Brasil                 | Venezuela             | Perú                                                       |
| B    | Colombia               | Argentina             | Paraguay                                                   |
| C    | Uruguay                | Chile                 | —                                                          |

## Sơ đồ
|  | Tứ kết                               | Tứ kết                   |                                     |       | Bán kết                | Bán kết                |  |  | Chung kết | Chung kết |
|  |                                      |                          |                                     |       |                        |                        |  |  |           |           |
|  | 27 tháng 6 – Porto Alegre            |                          |                                     |       |                        |                        |  |  |           |           |
|  |                                      |                          |                                     |       |                        |                        |  |  |           |           |
|  | Brasil (p)                           | 0 (4)                    |                                     |       |                        |                        |  |  |           |           |
|  | Brasil (p)                           | 0 (4)                    | 2 tháng 7 – Belo Horizonte          |       |                        |                        |  |  |           |           |
|  | Paraguay                             | 0 (3)                    |                                     |       |                        |                        |  |  |           |           |
|  | Paraguay                             | 0 (3)                    | Brasil                              | 2     |                        |                        |  |  |           |           |
|  | 28 tháng 6 – Rio de Janeiro          |                          | Brasil                              | 2     |                        |                        |  |  |           |           |
|  |                                      | Argentina                | 0                                   |       |                        |                        |  |  |           |           |
|  | Venezuela                            | Argentina                | 0                                   | 0     |                        |                        |  |  |           |           |
|  | Venezuela                            |                          | 7 tháng 7 – Rio de Janeiro          | 0     |                        |                        |  |  |           |           |
|  | Argentina                            | 2                        |                                     |       |                        |                        |  |  |           |           |
|  | Argentina                            | 2                        | Brasil                              | 3     |                        |                        |  |  |           |           |
|  | 28 tháng 6 – São Paulo (Corinthians) |                          | Brasil                              | 3     |                        |                        |  |  |           |           |
|  |                                      | Perú                     | 1                                   |       |                        |                        |  |  |           |           |
|  | Colombia                             | Perú                     | 1                                   | 0 (4) |                        |                        |  |  |           |           |
|  | Colombia                             | 3 tháng 7 – Porto Alegre |                                     | 0 (4) |                        |                        |  |  |           |           |
|  | Chile (p)                            | 0 (5)                    |                                     |       |                        |                        |  |  |           |           |
|  | Chile (p)                            | 0 (5)                    | Chile                               | 0     |                        |                        |  |  |           |           |
|  | 29 tháng 6 – Salvador                |                          | Chile                               | 0     |                        |                        |  |  |           |           |
|  |                                      | Perú                     | 3                                   |       | Play-off tranh hạng ba | Play-off tranh hạng ba |  |  |           |           |
|  | Uruguay                              | Perú                     | 3                                   | 0 (4) | Play-off tranh hạng ba | Play-off tranh hạng ba |  |  |           |           |
|  | Uruguay                              |                          | 6 tháng 7 – São Paulo (Corinthians) | 0 (4) |                        |                        |  |  |           |           |
|  | Perú (p)                             | 0 (5)                    |                                     |       |                        |                        |  |  |           |           |
|  | Perú (p)                             | 0 (5)                    | Argentina                           | 2     |                        |                        |  |  |           |           |
|  |                                      |                          |                                     |       |                        |                        |  |  |           |           |
|  | Chile                                | 1                        |                                     |       |                        |                        |  |  |           |           |
|  | Chile                                | 1                        |                                     |       |                        |                        |  |  |           |           |

## Tứ kết

### Brasil v Paraguay
| Brasil                                              | 0–0      | Paraguay                                         |
| --------------------------------------------------- | -------- | ------------------------------------------------ |
|                                                     | Chi tiết |                                                  |
| Loạt sút luân lưu                                   |          |                                                  |
| - Willian - Marquinhos - Coutinho - Firmino - Jesus | 4–3      | - Gómez - Almirón - Valdez - R. Rojas - González |

| Brasil | Paraguay |

| GK                  | 1  | Alisson           |     |     |
| RB                  | 13 | Dani Alves (c)    |     | 85' |
| CB                  | 4  | Marquinhos        |     |     |
| CB                  | 2  | Thiago Silva      |     |     |
| LB                  | 6  | Filipe Luís       | 44' | 46' |
| CM                  | 8  | Arthur            | 84' |     |
| CM                  | 15 | Allan             |     | 71' |
| RW                  | 9  | Gabriel Jesus     |     |     |
| AM                  | 11 | Philippe Coutinho |     |     |
| LW                  | 19 | Everton           |     |     |
| CF                  | 20 | Roberto Firmino   | 47' |     |
| Vào sân thay người: |    |                   |     |     |
| DF                  | 12 | Alex Sandro       |     | 46' |
| MF                  | 10 | Willian           |     | 71' |
| MF                  | 18 | Lucas Paquetá     |     | 85' |
| Huấn luyện viên:    |    |                   |     |     |
| Tite                |    |                   |     |     |

| GK                  | 12 | Gatito Fernández    |     |     |
| SW                  | 4  | Fabián Balbuena     | 58' |     |
| CB                  | 15 | Gustavo Gómez (c)   |     |     |
| CB                  | 13 | Júnior Alonso       | 37' |     |
| RWB                 | 2  | Iván Piris          | 34' |     |
| LWB                 | 18 | Santiago Arzamendia | 30' | 61' |
| RM                  | 17 | Hernán Pérez        |     | 74' |
| CM                  | 6  | Richard Sánchez     |     | 78' |
| CM                  | 16 | Celso Ortiz         |     |     |
| LM                  | 23 | Miguel Almirón      |     |     |
| CF                  | 10 | Derlis González     |     |     |
| Vào sân thay người: |    |                     |     |     |
| DF                  | 5  | Bruno Valdez        |     | 61' |
| MF                  | 8  | Rodrigo Rojas       |     | 74' |
| DF                  | 3  | Juan Escobar        |     | 78' |
| Huấn luyện viên:    |    |                     |     |     |
| Eduardo Berizzo     |    |                     |     |     |

| Cầu thủ xuất sắc nhất trận: Gatito Fernández (Paraguay) Trợ lý trọng tài: Christian Schiemann (Chile) Claudio Ríos (Chile) Trọng tài thứ tư: Roddy Zambrano (Ecuador) Trợ lý trọng tài video: Julio Bascuñán (Chile) Bổ sung trợ lý trọng tài video: Piero Maza (Chile) Nicolás Taran (Uruguay) |

### Venezuela v Argentina
| Venezuela | 0–2      | Argentina                     |
| --------- | -------- | ----------------------------- |
|           | Chi tiết | - Martínez 10' - Lo Celso 74' |

| Venezuela | Argentina |

| GK                  | 1  | Wuilker Faríñez    |       |     |
| RB                  | 20 | Ronald Hernández   |       |     |
| CB                  | 4  | Jhon Chancellor    |       |     |
| CB                  | 14 | Luis Mago          |       | 55' |
| LB                  | 16 | Roberto Rosales    |       | 82' |
| DM                  | 5  | Júnior Moreno      |       |     |
| RM                  | 15 | Jhon Murillo       |       |     |
| CM                  | 8  | Tomás Rincón (c)   | 11'   |     |
| CM                  | 6  | Yangel Herrera     | 15'   |     |
| LM                  | 7  | Darwin Machís      |       | 70' |
| CF                  | 23 | Salomón Rondón     | 43'   |     |
| Vào sân thay người: |    |                    |       |     |
| MF                  | 18 | Yeferson Soteldo   | 90+4' | 55' |
| FW                  | 17 | Josef Martínez     |       | 70' |
| MF                  | 13 | Luis Manuel Seijas |       | 82' |
| Huấn luyện viên:    |    |                    |       |     |
| Rafael Dudamel      |    |                    |       |     |

| GK                  | 1  | Franco Armani      |     |     |
| RB                  | 2  | Juan Foyth         |     |     |
| CB                  | 6  | Germán Pezzella    |     |     |
| CB                  | 17 | Nicolás Otamendi   |     |     |
| LB                  | 3  | Nicolás Tagliafico |     |     |
| CM                  | 16 | Rodrigo De Paul    |     |     |
| CM                  | 5  | Leandro Paredes    |     |     |
| CM                  | 8  | Marcos Acuña       | 41' | 67' |
| AM                  | 10 | Lionel Messi (c)   |     |     |
| CF                  | 22 | Lautaro Martínez   | 15' | 63' |
| CF                  | 9  | Sergio Agüero      |     | 84' |
| Vào sân thay người: |    |                    |     |     |
| MF                  | 11 | Ángel Di María     |     | 63' |
| MF                  | 20 | Giovani Lo Celso   |     | 67' |
| FW                  | 21 | Paulo Dybala       |     | 84' |
| Huấn luyện viên:    |    |                    |     |     |
| Lionel Scaloni      |    |                    |     |     |

| Cầu thủ xuất sắc nhất trận: Lautaro Martínez (Argentina) Trợ lý trọng tài: Alexander Guzmán (Colombia) Jhon Alexander León (Colombia) Trọng tài thứ tư: Diego Haro (Peru) Trợ lý trọng tài video: Andrés Rojas (Colombia) Bổ sung trợ lý trọng tài video: Nicolás Gallo (Colombia) Richard Trinidad (Uruguay) |

### Colombia v Chile
| Colombia                                          | 0–0      | Chile                                          |
| ------------------------------------------------- | -------- | ---------------------------------------------- |
|                                                   | Chi tiết |                                                |
| Loạt sút luân lưu                                 |          |                                                |
| - Rodríguez - Cardona - Cuadrado - Mina - Tesillo | 4–5      | - Vidal - Vargas - Pulgar - Aránguiz - Sánchez |

| Colombia | Chile |

| GK                  | 1  | David Ospina       |     |     |
| RB                  | 3  | Stefan Medina      | 43' |     |
| CB                  | 13 | Yerry Mina         |     |     |
| CB                  | 23 | Davinson Sánchez   |     |     |
| LB                  | 6  | William Tesillo    |     |     |
| CM                  | 11 | Juan Cuadrado      | 69' |     |
| CM                  | 5  | Wílmar Barrios     |     |     |
| CM                  | 15 | Mateus Uribe       |     | 66' |
| RF                  | 10 | James Rodríguez    | 87' |     |
| CF                  | 9  | Radamel Falcao (c) |     | 76' |
| LF                  | 20 | Roger Martínez     |     | 80' |
| Vào sân thay người: |    |                    |     |     |
| MF                  | 8  | Edwin Cardona      |     | 66' |
| FW                  | 7  | Duván Zapata       |     | 76' |
| FW                  | 14 | Luis Díaz          |     | 80' |
| Huấn luyện viên:    |    |                    |     |     |
| Carlos Queiroz      |    |                    |     |     |

| GK                  | 1  | Gabriel Arias         |     |     |
| RB                  | 4  | Mauricio Isla         |     |     |
| CB                  | 17 | Gary Medel (c)        |     |     |
| CB                  | 3  | Guillermo Maripán     |     |     |
| LB                  | 15 | Jean Beausejour       |     |     |
| CM                  | 8  | Arturo Vidal          | 58' |     |
| CM                  | 13 | Erick Pulgar          |     |     |
| CM                  | 20 | Charles Aránguiz      | 7'  |     |
| RF                  | 6  | José Pedro Fuenzalida |     | 74' |
| CF                  | 11 | Eduardo Vargas        |     |     |
| LF                  | 7  | Alexis Sánchez        |     |     |
| Vào sân thay người: |    |                       |     |     |
| MF                  | 14 | Esteban Pavez         |     | 74' |
| Huấn luyện viên:    |    |                       |     |     |
| Reinaldo Rueda      |    |                       |     |     |

| Cầu thủ xuất sắc nhất trận: Arturo Vidal (Chile) Trợ lý trọng tài: Hernán Maidana (Argentina) Juan Pablo Belatti (Argentina) Trọng tài thứ tư: Anderson Daronco (Brasil) Trợ lý trọng tài video: Fernando Rapallini (Argentina) Bổ sung trợ lý trọng tài video: Gery Vargas (Colombia) Ezequiel Brailovsky (Argentina) |

### Uruguay v Peru
| Uruguay                                           | 0–0      | Perú                                              |
| ------------------------------------------------- | -------- | ------------------------------------------------- |
|                                                   | Chi tiết |                                                   |
| Loạt sút luân lưu                                 |          |                                                   |
| - Suárez - Cavani - Stuani - Bentancur - Torreira | 4–5      | - Guerrero - Ruidíaz - Yotún - Advíncula - Flores |

| Uruguay | Peru |

| GK                  | 1  | Fernando Muslera       |     |       |
| RB                  | 4  | Giovanni González      |     |       |
| CB                  | 2  | José Giménez           |     |       |
| CB                  | 3  | Diego Godín (c)        | 32' |       |
| LB                  | 22 | Martín Cáceres         |     |       |
| RM                  | 8  | Nahitan Nández         |     | 56'   |
| CM                  | 15 | Federico Valverde      | 69' | 90+6' |
| CM                  | 6  | Rodrigo Bentancur      |     |       |
| LM                  | 10 | Giorgian De Arrascaeta |     |       |
| CF                  | 21 | Edinson Cavani         |     |       |
| CF                  | 9  | Luis Suárez            |     |       |
| Vào sân thay người: |    |                        |     |       |
| MF                  | 14 | Lucas Torreira         |     | 56'   |
| FW                  | 11 | Cristhian Stuani       |     | 90+6' |
| Huấn luyện viên:    |    |                        |     |       |
| Óscar Tabárez       |    |                        |     |       |

| GK                  | 1  | Pedro Gallese       |     |     |
| RB                  | 17 | Luis Advíncula      |     |     |
| CB                  | 2  | Luis Abram          |     |     |
| CB                  | 15 | Carlos Zambrano     | 48' |     |
| LB                  | 6  | Miguel Trauco       |     |     |
| CM                  | 19 | Yoshimar Yotún      |     |     |
| CM                  | 13 | Renato Tapia        |     |     |
| RW                  | 18 | André Carrillo      |     | 74' |
| AM                  | 8  | Christian Cueva     | 63' | 84' |
| LW                  | 20 | Edison Flores       |     |     |
| CF                  | 9  | Paolo Guerrero (c)  |     |     |
| Vào sân thay người: |    |                     |     |     |
| MF                  | 23 | Christofer Gonzáles |     | 74' |
| FW                  | 11 | Raúl Ruidíaz        |     | 84' |
| Huấn luyện viên:    |    |                     |     |     |
| Ricardo Gareca      |    |                     |     |     |

| Cầu thủ xuất sắc nhất trận: Pedro Gallese (Peru) Trợ lý trọng tài: Kléber Gil (Brasil) Rodrigo Correa (Brasil) Trọng tài thứ tư: Arnaldo Samaniego (Paraguay) Trợ lý trọng tài video: Patricio Loustau (Argentina) Bổ sung trợ lý trọng tài video: Jesús Valenzuela (Venezuela) Eduardo Cardozo (Paraguay) |

## Bán kết

### Brasil v Argentina
| Brasil                    | 2–0      | Argentina |
| ------------------------- | -------- | --------- |
| - Jesus 19' - Firmino 71' | Chi tiết |           |

| Brasil | Argentina |

| GK                  | 1  | Alisson           |     |     |
| RB                  | 13 | Dani Alves (c)    | 40' |     |
| CB                  | 4  | Marquinhos        |     | 64' |
| CB                  | 2  | Thiago Silva      |     |     |
| LB                  | 12 | Alex Sandro       |     |     |
| CM                  | 8  | Arthur            |     |     |
| CM                  | 5  | Casemiro          |     |     |
| RW                  | 9  | Gabriel Jesus     |     | 80' |
| AM                  | 11 | Philippe Coutinho |     |     |
| LW                  | 19 | Everton           |     | 46' |
| CF                  | 20 | Roberto Firmino   |     |     |
| Vào sân thay người: |    |                   |     |     |
| MF                  | 10 | Willian           |     | 46' |
| DF                  | 3  | Miranda           |     | 64' |
| MF                  | 15 | Allan             | 82' | 80' |
| Huấn luyện viên:    |    |                   |     |     |
| Tite                |    |                   |     |     |

| GK                  | 1  | Franco Armani      |       |     |
| RB                  | 2  | Juan Foyth         | 56'   |     |
| CB                  | 6  | Germán Pezzella    |       |     |
| CB                  | 17 | Nicolás Otamendi   |       |     |
| LB                  | 3  | Nicolás Tagliafico | 9'    | 85' |
| CM                  | 16 | Rodrigo De Paul    |       | 67' |
| CM                  | 5  | Leandro Paredes    |       |     |
| CM                  | 8  | Marcos Acuña       | 40'   | 59' |
| AM                  | 10 | Lionel Messi (c)   |       |     |
| CF                  | 9  | Sergio Agüero      | 90+4' |     |
| CF                  | 22 | Lautaro Martínez   | 58'   |     |
| Vào sân thay người: |    |                    |       |     |
| MF                  | 11 | Ángel Di María     |       | 59' |
| MF                  | 20 | Giovani Lo Celso   |       | 67' |
| FW                  | 21 | Paulo Dybala       |       | 85' |
| Huấn luyện viên:    |    |                    |       |     |
| Lionel Scaloni      |    |                    |       |     |

| Cầu thủ xuất sắc nhất trận: Dani Alves (Brasil) Trợ lý trọng tài: Christian Lescano (Ecuador) Byron Romero (Ecuador) Trọng tài thứ tư: Esteban Ostojich (Uruguay) Trợ lý trọng tài video: Leodán González (Uruguay) Bổ sung trợ lý trọng tài video: Jesús Valenzuela (Venezuela) Nicolás Tarán (Uruguay) |

### Chile v Peru
| Chile | 0–3      | Perú                                      |
| ----- | -------- | ----------------------------------------- |
|       | Chi tiết | - Flores 21' - Yotún 38' - Guerrero 90+1' |

| Chile | Peru |

| GK                  | 1  | Gabriel Arias     |     |     |
| RB                  | 4  | Mauricio Isla     |     |     |
| CB                  | 17 | Gary Medel (c)    |     |     |
| CB                  | 3  | Guillermo Maripán |     | 89' |
| LB                  | 15 | Jean Beausejour   |     |     |
| CM                  | 8  | Arturo Vidal      |     |     |
| CM                  | 13 | Erick Pulgar      | 74' |     |
| CM                  | 20 | Charles Aránguiz  |     |     |
| RF                  | 6  | José Fuenzalida   |     | 46' |
| CF                  | 11 | Eduardo Vargas    |     |     |
| LF                  | 7  | Alexis Sánchez    |     |     |
| Vào sân thay người: |    |                   |     |     |
| FW                  | 22 | Ángelo Sagal      | 86' | 46' |
| FW                  | 9  | Nicolás Castillo  |     | 89' |
| Huấn luyện viên:    |    |                   |     |     |
| Reinaldo Rueda      |    |                   |     |     |

| GK                  | 1  | Pedro Gallese       |     |     |
| RB                  | 17 | Luis Advíncula      | 72' |     |
| CB                  | 15 | Carlos Zambrano     |     |     |
| CB                  | 2  | Luis Abram          |     |     |
| LB                  | 6  | Miguel Trauco       |     |     |
| CM                  | 13 | Renato Tapia        |     |     |
| CM                  | 19 | Yoshimar Yotún      |     |     |
| RW                  | 18 | André Carrillo      |     | 71' |
| AM                  | 8  | Christian Cueva     |     | 80' |
| LW                  | 20 | Edison Flores       |     | 50' |
| CF                  | 9  | Paolo Guerrero (c)  |     |     |
| Vào sân thay người: |    |                     |     |     |
| MF                  | 23 | Christofer Gonzáles |     | 50' |
| FW                  | 14 | Andy Polo           |     | 71' |
| MF                  | 7  | Josepmir Ballón     |     | 80' |
| Huấn luyện viên:    |    |                     |     |     |
| Ricardo Gareca      |    |                     |     |     |

| Cầu thủ xuất sắc nhất trận: Pedro Gallese (Peru) Trợ lý trọng tài: Alexander Guzmán (Colombia) Wilmar Navarro (Colombia) Trọng tài thứ tư: Mario Díaz de Vivar (Paraguay) Trợ lý trọng tài video: Andrés Rojas (Colombia) Bổ sung trợ lý trọng tài video: Nicolás Gallo (Colombia) Jhon Alexander León (Colombia) |

## Play-off tranh hạng ba
| Argentina                 | 2–1      | Chile               |
| ------------------------- | -------- | ------------------- |
| - Agüero 12' - Dybala 22' | Chi tiết | - Vidal 59' (ph.đ.) |

| Argentina | Chile |

| GK                  | 1  | Franco Armani      |       |     |
| RB                  | 2  | Juan Foyth         | 78'   |     |
| CB                  | 6  | Germán Pezzella    |       |     |
| CB                  | 17 | Nicolás Otamendi   |       |     |
| LB                  | 3  | Nicolás Tagliafico | 90+2' |     |
| CM                  | 16 | Rodrigo De Paul    |       |     |
| CM                  | 5  | Leandro Paredes    | 62'   |     |
| CM                  | 20 | Giovani Lo Celso   | 57'   | 89' |
| AM                  | 10 | Lionel Messi (c)   | 36'   |     |
| CF                  | 21 | Paulo Dybala       |       | 66' |
| CF                  | 9  | Sergio Agüero      |       | 80' |
| Vào sân thay người: |    |                    |       |     |
| MF                  | 11 | Ángel Di María     |       | 66' |
| FW                  | 19 | Matías Suárez      |       | 80' |
| DF                  | 13 | Ramiro Funes Mori  |       | 89' |
| Huấn luyện viên:    |    |                    |       |     |
| Lionel Scaloni      |    |                    |       |     |

| GK                  | 1  | Gabriel Arias     |     |     |
| CB                  | 17 | Gary Medel (c)    | 36' |     |
| CB                  | 18 | Gonzalo Jara      |     | 49' |
| CB                  | 5  | Paulo Díaz        |     |     |
| DM                  | 13 | Erick Pulgar      | 45' |     |
| CM                  | 20 | Charles Aránguiz  |     | 82' |
| CM                  | 8  | Arturo Vidal      | 25' |     |
| RW                  | 4  | Mauricio Isla     |     |     |
| LW                  | 15 | Jean Beausejour   | 15' |     |
| CF                  | 7  | Alexis Sánchez    |     | 16' |
| CF                  | 11 | Eduardo Vargas    |     |     |
| Vào sân thay người: |    |                   |     |     |
| FW                  | 19 | Júnior Fernándes  |     | 16' |
| DF                  | 3  | Guillermo Maripán |     | 49' |
| FW                  | 9  | Nicolás Castillo  |     | 82' |
| Huấn luyện viên:    |    |                   |     |     |
| Reinaldo Rueda      |    |                   |     |     |

| Cầu thủ xuất sắc nhất trận: Paulo Dybala (Argentina) Trợ lý trọng tài: Eduardo Cardozo (Paraguay) Darío Gaona (Paraguay) Trọng tài thứ tư: Gery Vargas (Bolivia) Trợ lý trọng tài video: Diego Haro (Peru) Bổ sung trợ lý trọng tài video: Andrés Rojas (Colombia) Jonny Bossio (Peru) |

## Chung kết
| Brasil                                                        | 3–1      | Perú                   |
| ------------------------------------------------------------- | -------- | ---------------------- |
| - Everton 15' - Gabriel Jesus 45+3' - Richarlison 90' (ph.đ.) | Chi tiết | - Guerrero 44' (ph.đ.) |

| Brasil | Peru |

| GK                  | 1  | Alisson           |         |       |
| RB                  | 13 | Dani Alves (c)    |         |       |
| CB                  | 4  | Marquinhos        |         |       |
| CB                  | 2  | Thiago Silva      | 53'     |       |
| LB                  | 12 | Alex Sandro       |         |       |
| CM                  | 8  | Arthur            |         |       |
| CM                  | 5  | Casemiro          |         |       |
| RW                  | 9  | Gabriel Jesus     | 30' 70' |       |
| AM                  | 11 | Philippe Coutinho |         | 77'   |
| LW                  | 19 | Everton           |         | 90+3' |
| CF                  | 20 | Roberto Firmino   |         | 75'   |
| Vào sân thay người: |    |                   |         |       |
| FW                  | 21 | Richarlison       | 90+1'   | 75'   |
| DF                  | 14 | Éder Militão      |         | 77'   |
| MF                  | 15 | Allan             |         | 90+3' |
| Huấn luyện viên:    |    |                   |         |       |
| Tite                |    |                   |         |       |

| GK                  | 1  | Pedro Gallese       |     |     |
| RB                  | 17 | Luis Advíncula      | 84' |     |
| CB                  | 15 | Carlos Zambrano     | 68' |     |
| CB                  | 2  | Luis Abram          |     |     |
| LB                  | 6  | Miguel Trauco       |     |     |
| CM                  | 13 | Renato Tapia        | 49' | 82' |
| CM                  | 19 | Yoshimar Yotún      |     | 78' |
| RW                  | 18 | André Carrillo      |     | 86' |
| AM                  | 8  | Christian Cueva     |     |     |
| LW                  | 20 | Edison Flores       |     |     |
| CF                  | 9  | Paolo Guerrero (c)  |     |     |
| Vào sân thay người: |    |                     |     |     |
| FW                  | 11 | Raúl Ruidíaz        |     | 78' |
| MF                  | 23 | Christofer Gonzáles |     | 82' |
| FW                  | 14 | Andy Polo           |     | 86' |
| Huấn luyện viên:    |    |                     |     |     |
| Ricardo Gareca      |    |                     |     |     |

| Cầu thủ xuất sắc nhất trận: Everton (Brasil) Trợ lý trọng tài: Christian Schiemann (Chile) Claudio Ríos (Chile) Trọng tài thứ tư: Alexis Herrera (Venezuela) Trợ lý trọng tài video: Julio Bascuñán (Chile) Bổ sung trợ lý trọng tài video: Nicolás Gallo (Colombia) Alexander Guzmán (Colombia) |